# Język ngombe
Język ngombe – język z rodziny bantu, używany w Demokratycznej Republice Konga. W 1971 roku liczba mówiących wynosiła ok. 150 tysięcy.